# Богембайський сільський округ
Богемба́йський сільський округ (каз. Бөгенбай ауылдық округі, рос. Богембайский сельский округ) — адміністративна одиниця у складі Степногорської міської адміністрації Акмолинської області Казахстану. Адміністративний центр — село Байконис.
Населення — 559 осіб (2021; 672 у 2009, 1571 у 1999, 3353 у 1989).
Станом на 1989 рік існували Богембайська сільська рада (села Богембай, Мирний), Мінська сільська рада (села Ажибай, Комей, Мінське, селища Мінське ХПП, Селети) та Степногорська сільська рада (село Степногорське) Селетінського району. 1993 року утворено Богембайський сільський округ (села Богембай, Мирне) та Мінський сільський округ (села Комей, Мінське, Селета, Степногорське, Хлібоприйомне). 2009 року село Степногорське було включене до складу Богембайського сільського округу і назначене його центром. Тоді ж було ліквідовано і село Мирне. 2013 року округ площею 1230 км² був включений до складу Степногорської міської адміністрації.

## Склад
До складу округу входять такі населені пункти:
| Населений пункт | Колишні назви | Населення, осіб (1989) | Населення, осіб (1999) | Населення, осіб (2009) | Населення, осіб (2021) |
| --------------- | ------------- | ---------------------- | ---------------------- | ---------------------- | ---------------------- |
| Байконис, село  | Степногорське | 1627                   | 990                    | 476                    | 426                    |
| Богембай, село  | -             | 1588                   | 581                    | 195                    | 133                    |
| Мирне, село     | -             | 138                    | 0                      | 1                      | -                      |